# Gravats de la Bartra
El conjunt de gravats rupestres de la Bartra es troba sobre un esperó rocós a l'entrada d'Encamp al Principat d'Andorra. La majoria de representacions corresponen a l'època medieval, tot i que, alguns gravats podrien ser més antics.
Els gravats mostren majoritàriament imatges antropomòrfiques i personatges de caràcter grotesc. Alguns d'aquests personatges estan armats i llueixen espases i llances. És possible que també estiguin protegits amb cotes de malla i cascs emplomats. Aquesta tipologia de personatges armats és molt característica entre els gravats rupestes medievals a Andorra. Un conjunt característic on també hi apareixen és al Roc de les Bruixes. A la Bartra també s'hi van dibuixar figures geomètriques complexes i possibles simbols de caràcter solar.
Les imatges que fan que aquest conjunt de gravats sigui emblemàtic, són la representació esquemàtica d'un cérvol i un nus de Salomó. El cérvol podria ser la representació simbòlica d'una divinitat precristiana associada al cicle de mort i renovació de la natura, com defensà l'historiador Jean Abelanet.
El nus de Salomó és una imatge simbòlica que apareix en diversos conjunts rupestres d'època medieval. El seu significat està associat a la unió mística i indeslligable entre l'home i la divinitat. La imatge del nus va ser adoptada com a logotip de Patrimoni Cultural d'Andorra.
Aquest conjunt va ser localitzat per l'investigador Jordi Casamajor, el qual n'ha publicat diversos estudis en llibres i articles.